# Gran Premio di Francia 1974
Il Gran Premio di Francia 1974 è stata la nona prova della stagione 1974 del Campionato mondiale di Formula 1. Si è corsa domenica 7 luglio 1974 sul Circuito di Digione. La gara è stata vinta dallo svedese Ronnie Peterson su Lotus-Ford Cosworth; per il vincitore si trattò del sesto successo nel mondiale. Ha preceduto sul traguardo l'austriaco Niki Lauda e lo svizzero Clay Regazzoni, entrambi su Ferrari.

## Vigilia

### Aspetti tecnici
Per la prima volta il Gran Premio di Francia si effettuò sul Circuito di Digione, localizzato nei pressi di Prenois, sobborgo della città della Borgogna. Circuito corto, poco più lungo di 3 kilometri, dotato di infrastrutture non di ampie dimensioni, presentava un lungo rettilineo, e una zona mista, che riportava al rettilineo di partenza.
Era il sesto circuito diverso a ospitare un'edizione del Gran Premio di Francia, valida quale prova del campionato del mondo.
Niki Lauda criticò il tracciato, definendolo "stupido", perché non permetteva di creare grossi distacchi, pur meglio preparando la vettura.

### Aspetti sportivi
S'iscrissero alla gara 30 piloti, ma viste le condizioni del tracciato, la Formula 1 Costructors' Association, associazione che riuniva i costruttori britannici, chiese di ammettere soli 22 piloti alla gara.
Carlos Pace, dopo essere stato allontanato dalla Surtees, trovò un nuovo ingaggio alla scuderia John Goldie Racing with Hexagon che impiegava una Brabham. Si rivide Gérard Larrousse, impiegato dalla Scuderia Finotto, anche lui su una Brabham privata. Per sostituire Pace la Surtees promosse dalla Formula 2 il pilota francese José Dolhem, all'esordio nel campionato mondiale. Rientrò nel campionato anche la AAW Racing, col solito Leo Kinnunen al volante di una Surtees. La Iso-Williams cambiò ancora il secondo pilota, facendo esordire Jean-Pierre Jabouille, pilota locale che proveniva dalla F2, al posto di Gijs van Lennep. Tentò di rientrare il campionato anche la Token: la scuderia britannica iscrisse Jacques Laffite, che però non prese parte all'evento. Non si ripresentò nemmeno la Trojan.
La gara venne programmata nella stessa data della finale del Campionato del mondo di calcio; era la quarta volta che una coincidenza del genere si verificava (era già accaduto nel Gran Premio di Francia 1954, nel Gran Premio del Belgio 1962 e nel Gran Premio d'Olanda 1970).

## Qualifiche

### Resoconto
Il più veloce nella prima sessione di prove fu Niki Lauda, che completò il suo giro in meno di un minuto, precisamente in 58"91. L'austriaco precedette di 11 centesimi Emerson Fittipaldi e di 35 Ronnie Peterson. Risultava più staccato Clay Regazzoni, solo settimo. Terminò fuori pista Patrick Depailler, che fu costretto a proseguire il weekend di gara con una vecchia Tyrrell 006, in luogo del modello 007.
Il giorno successivo Lauda limò ancora il suo tempo, restando l'unico pilota capace di scendere sotto i 59 secondi. Per l'austriaco fu la quinta pole position della stagione. In prima fila si piazzò Ronnie Peterson, mentre la seconda fila venne conquistata, a sorpresa, da Tom Pryce, su Shadow, alla sua terza gara nel mondiale. Pryce tagliava le curve, facendo passare tutte e quattro le ruote al di là dei cordoli, tanto che venne redarguito dai commissari. A far compagnia al gallese nella stessa fila, col quarto tempo, salì Clay Regazzoni. L'elvetico, subito dopo aver ottenuto il tempo, uscì di pista alla prima curva, senza però conseguenze fisiche.
Nello stesso punto, ma a velocità molto più alta, circa 200 km/h, uscì anche Vittorio Brambilla della March. L'uscita fu dovuta alla rottura del cerchio della ruota posteriore sinistra. Il pilota monzese rimase comunque illeso.

### Risultati
I risultati delle qualifiche furono i seguenti:
| Pos | Nº | Pilota                | Costruttore                | Tempo   | Griglia |
| --- | -- | --------------------- | -------------------------- | ------- | ------- |
| 1   | 12 | Niki Lauda            | Ferrari                    | 58"79   | 1       |
| 2   | 1  | Ronnie Peterson       | Lotus-Ford Cosworth        | 59"08   | 2       |
| 3   | 16 | Tom Pryce             | Shadow-Ford Cosworth       | 59"11   | 3       |
| 4   | 11 | Clay Regazzoni        | Ferrari                    | 59"13   | 4       |
| 5   | 5  | Emerson Fittipaldi    | McLaren-Ford Cosworth      | 59"20   | 5       |
| 6   | 33 | Mike Hailwood         | McLaren-Ford Cosworth      | 59"22   | 6       |
| 7   | 3  | Jody Scheckter        | Tyrrell-Ford Cosworth      | 59"32   | 7       |
| 8   | 7  | Carlos Reutemann      | Brabham-Ford Cosworth      | 59"36   | 8       |
| 9   | 4  | Patrick Depailler     | Tyrrell-Ford Cosworth      | 59"43   | 9       |
| 10  | 24 | James Hunt            | Hesketh-Ford Cosworth      | 59"51   | 10      |
| 11  | 6  | Denny Hulme           | McLaren-Ford Cosworth      | 59"54   | 11      |
| 12  | 17 | Jean-Pierre Jarier    | Shadow-Ford Cosworth       | 59"59   | 12      |
| 13  | 2  | Jacky Ickx            | Lotus-Ford Cosworth        | 1'00"00 | 13      |
| 14  | 28 | John Watson           | Brabham-Ford Cosworth      | 1'00"02 | 14      |
| 15  | 20 | Arturo Merzario       | Iso Marlboro-Ford Cosworth | 1'00"16 | 15      |
| 16  | 10 | Vittorio Brambilla    | March-Ford Cosworth        | 1'00"26 | 16      |
| 17  | 14 | Jean-Pierre Beltoise  | BRM                        | 1'00"36 | 17      |
| 18  | 19 | Jochen Mass           | Surtees-Ford Cosworth      | 1'00"48 | 18      |
| 19  | 15 | Henri Pescarolo       | BRM                        | 1'00"67 | 19      |
| 20  | 27 | Guy Edwards           | Lola-Ford Cosworth         | 1'00"68 | 20      |
| 21  | 26 | Graham Hill           | Lola-Ford Cosworth         | 1'00"73 | 21      |
| 22  | 37 | François Migault      | BRM                        | 1'00"86 | 22      |
| NQ  | 22 | Vern Schuppan         | Ensign-Ford Cosworth       | 1'01"24 | NQ      |
| NQ  | 8  | Rikky von Opel        | Brabham-Ford Cosworth      | 1'01"35 | NQ      |
| NQ  | 34 | Carlos Pace           | Brabham-Ford Cosworth      | 1'01"52 | NQ      |
| NQ  | 21 | Jean-Pierre Jabouille | Iso Marlboro-Ford Cosworth | 1'01"60 | NQ      |
| NQ  | 9  | Hans-Joachim Stuck    | March-Ford Cosworth        | 1'01"70 | NQ      |
| NQ  | 18 | José Dolhem           | Surtees-Ford Cosworth      | 1'01"79 | NQ      |
| NQ  | 23 | Leo Kinnunen          | Surtees-Ford Cosworth      | 1'03"15 | NQ      |
| NQ  | 43 | Gérard Larrousse      | Brabham-Ford Cosworth      | 1'03"27 | NQ      |

## Gara

### Resoconto
Partirono bene i due piloti della prima fila: Niki Lauda si confermò al comando, davanti a Ronnie Peterson. Tom Pryce venne invece sorpreso dalla partenza, in quanto stava controllando le sospensioni, paventando un surriscaldamento. Il gallese riuscì però a passare Carlos Reutemann. L'argentino però colpì la Shadow di Pryce che, a sua volta, finì contro la Hesketh di James Hunt. Quest'ultimo si trovò di traverso in mezzo alla pista, ma venne evitato da tutti gli altri piloti.
Alle spalle di Lauda e Peterson si posizionarono Clay Regazzoni e Mike Hailwood, seguiti da Jody Scheckter e da Jacky Ickx. Partì male Emerson Fittipaldi, che si trovò, al termine del primo giro, solo ottavo. Il brasiliano recuperò la settima posizione, passando Patrick Depailler al secondo giro, e la sesta, passando Ickx al quinto giro.
Tra il sesto e il settimo giro Hailwood cedette la posizione prima a Scheckter poi allo stesso Fittipaldi. Il pilota della McLaren proseguì la sua rimonta, sorpassando, al giro 15, Scheckter. Due giri dopo cambiò il leader della gara: Ronnie Peterson attaccò Lauda alla curva Pouas, prima di passarlo all'interno della curva La Fouine.
Al venticinquesimo giro Jacky Ickx passò Hailwood, per il sesto posto. Il britannico si trovava in crisi, e venne presto avvicinato da Depailler e Hulme. La gara di Fittipaldi s'interruppe al giro 28: una perdita d'olio lo costrinse a parcheggiare la sua monoposto alla Villeroy. Era il suo primo ritiro stagionale. Nei due giri successivi il compagno di team del brasiliano, Denny Hulme, scalò due posizioni, passando Depailler e Hailwood, entrando nella zona dei punti.
Ronnie Peterson conduceva con un comodo margine su Lauda, circa 5 secondi, mentre ancora più staccato risultava Regazzoni, a oltre 20 secondi. Il margine dello svedese si ampliò verso i tre quarti di gara, quando Niki Lauda fu costretto a rallentare il ritmo, per un problema all'impianto dei freni. L'altro ferrarista, Regazzoni, era messo sotto pressione da Jody Scheckter, che tentò un sorpasso alla Fouine, senza successo. Lauda, oltre al problema ai freni, scontava anche forti vibrazioni, ed era timoroso di poter concludere la gara. 
Ronnie Peterson vinse il gran premio, la sua sesta vittoria nel mondiale di Formula 1. Le due Ferrari di Lauda e Regazzoni completarono il podio. Jody Scheckter, quarto, si consolò col primo giro veloce in una gara valida del mondiale.

### Risultati
I risultati del gran premio sono i seguenti:
| Pos | No | Pilota                | Costruttore                | Giri | Tempo/Ritiro     | Pos. Griglia | Punti |
| --- | -- | --------------------- | -------------------------- | ---- | ---------------- | ------------ | ----- |
| 1   | 1  | Ronnie Peterson       | Lotus-Ford Cosworth        | 80   | 1h21'55"02       | 2            | 9     |
| 2   | 12 | Niki Lauda            | Ferrari                    | 80   | + 20"36          | 1            | 6     |
| 3   | 11 | Clay Regazzoni        | Ferrari                    | 80   | + 27"84          | 4            | 4     |
| 4   | 3  | Jody Scheckter        | Tyrrell-Ford Cosworth      | 80   | + 28"11          | 7            | 3     |
| 5   | 2  | Jacky Ickx            | Lotus-Ford Cosworth        | 80   | + 37"54          | 13           | 2     |
| 6   | 6  | Denny Hulme           | McLaren-Ford Cosworth      | 80   | + 38"14          | 11           | 1     |
| 7   | 33 | Mike Hailwood         | McLaren-Ford Cosworth      | 79   | + 1 giro         | 6            |       |
| 8   | 4  | Patrick Depailler     | Tyrrell-Ford Cosworth      | 79   | + 1 giro         | 9            |       |
| 9   | 20 | Arturo Merzario       | Iso Marlboro-Ford Cosworth | 79   | + 1 giro         | 15           |       |
| 10  | 14 | Jean-Pierre Beltoise  | BRM                        | 79   | + 1 giro         | 17           |       |
| 11  | 10 | Vittorio Brambilla    | March-Ford Cosworth        | 79   | + 1 giro         | 16           |       |
| 12  | 17 | Jean-Pierre Jarier    | Shadow-Ford Cosworth       | 79   | + 1 giro         | 12           |       |
| 13  | 26 | Graham Hill           | Lola-Ford Cosworth         | 78   | + 2 giri         | 21           |       |
| 14  | 37 | François Migault      | BRM                        | 78   | + 2 giri         | 22           |       |
| 15  | 27 | Guy Edwards           | Lola-Ford Cosworth         | 77   | + 3 giri         | 20           |       |
| 16  | 28 | John Watson           | Brabham-Ford Cosworth      | 76   | + 4 giri         | 14           |       |
| Rit | 5  | Emerson Fittipaldi    | McLaren-Ford Cosworth      | 27   | Motore           | 5            |       |
| Rit | 7  | Carlos Reutemann      | Brabham-Ford Cosworth      | 24   | Tenuta di strada | 8            |       |
| Rit | 19 | Jochen Mass           | Surtees-Ford Cosworth      | 4    | Frizione         | 18           |       |
| Rit | 16 | Tom Pryce             | Shadow-Ford Cosworth       | 1    | Collisione       | 3            |       |
| Rit | 15 | Henri Pescarolo       | BRM                        | 1    | Frizione         | 19           |       |
| Rit | 24 | James Hunt            | Hesketh-Ford Cosworth      | 0    | Collisione       | 10           |       |
| NQ  | 22 | Vern Schuppan         | Ensign-Ford Cosworth       |      |                  |              |       |
| NQ  | 8  | Rikky von Opel        | Brabham-Ford Cosworth      |      |                  |              |       |
| NQ  | 34 | Carlos Pace           | Brabham-Ford Cosworth      |      |                  |              |       |
| NQ  | 21 | Jean-Pierre Jabouille | Iso Marlboro-Ford Cosworth |      |                  |              |       |
| NQ  | 9  | Hans-Joachim Stuck    | March-Ford Cosworth        |      |                  |              |       |
| NQ  | 18 | José Dolhem           | Surtees-Ford Cosworth      |      |                  |              |       |
| NQ  | 23 | Leo Kinnunen          | Surtees-Ford Cosworth      |      |                  |              |       |
| NQ  | 43 | Gérard Larrousse      | Brabham-Ford Cosworth      |      |                  |              |       |
| NA  | 42 | Jacques Laffite       | Token-Ford Cosworth        |      |                  |              |       |

## Statistiche
Piloti
- 6ª vittoria per Ronnie Peterson
- 1º giro più veloce per Jody Scheckter

Costruttori
- 56° vittoria per la Lotus

Motori
- 73ª vittoria per il motore Ford Cosworth

Giri al comando
- Niki Lauda (1-16)
- Ronnie Peterson (17-80)

## Classifiche

### Piloti
| Pos. | Pilota               | Punti |
| ---- | -------------------- | ----- |
| 1    | Niki Lauda           | 36    |
| 2    | Clay Regazzoni       | 32    |
| 3    | Emerson Fittipaldi   | 31    |
| 4    | Jody Scheckter       | 26    |
| 5    | Ronnie Peterson      | 19    |
| 6    | Denny Hulme          | 12    |
| 7    | Mike Hailwood        | 12    |
| 8    | Patrick Depailler    | 11    |
| 9    | Jean-Pierre Beltoise | 10    |
| 10   | Carlos Reutemann     | 9     |
| 11   | Jacky Ickx           | 6     |
| 12   | Jean-Pierre Jarier   | 6     |
| 13   | Hans-Joachim Stuck   | 5     |
| 14   | James Hunt           | 4     |
| 15   | Carlos Pace          | 3     |
| 16   | Arturo Merzario      | 1     |
| 17   | John Watson          | 1     |
| 18   | Graham Hill          | 1     |

### Costruttori
| Pos. | Team                       | Punti |
| ---- | -------------------------- | ----- |
| 1    | Ferrari                    | 45    |
| 2    | McLaren-Ford Cosworth      | 43    |
| 3    | Tyrrell-Ford Cosworth      | 30    |
| 4    | Lotus-Ford Cosworth        | 22    |
| 5    | Brabham-Ford Cosworth      | 10    |
| 6    | BRM                        | 10    |
| 7    | Shadow-Ford Cosworth       | 6     |
| 8    | March-Ford Cosworth        | 5     |
| 9    | Hesketh-Ford Cosworth      | 4     |
| 10   | Surtees-Ford Cosworth      | 3     |
| 11   | Iso Marlboro-Ford Cosworth | 1     |
| 12   | Lola-Ford Cosworth         | 1     |